# Мерве Болугур
Мерве Болугур (на турски: Merve Boluğur) е турска актриса.

## Биография
Мерве Болугур е родена на 16 септември 1987 г. в Истанбул, Турция. Тя  е популярна актриса не само в родната си страна, но и на Балканите. Нейният страт в киното е със сериала „Неопитната вещица“ (Junior Cadı'da), в който играе главната роля. С участието си в този сериал, актрисата става популярна сред публиката. По-късно участва в продукции, познати и на българските зрители като сериалите „Малки тайни“, „Север Юг“ , „Великолепният век“ и др. Освен с участието си в различни сериали, Мерве Болугур  е позната на публиката и с участието в няколко игрални филма и реклами за големи компании като Рексона, Бургер Кинг и др.

## Филми и сериали
- 2006: Keloğlan Karaprense Karşı (Birgül)
- 2007: Gomeda
- 2008: Hoşçakal Güzin (Bahar)

| Година      | Сериал              |
| 2006 – 2007 | Acemi Cadı          |
| 2007        | Aşk Yeniden         |
| 2009        | Kül ve Ateş         |
| 2010 – 2011 | Малки тайни         |
| 2011 – 2013 | Север Юг            |
| 2013        | Великолепният век   |
| 2015        | Любов от втори опит |
| 2017        | Бурята вътре в мен  |

## Награди
| Година | Организация                                           | Категория                                 |
| ------ | ----------------------------------------------------- | ----------------------------------------- |
| 2010   | Ayaklı Gazete TV Yıldızları Ödülleri                  | 2010 yılının umut vaadeden kadın oyuncusu |
| 2011   | TelevizyonDizisi.com                                  | Yılın en iyi yardımcı kadın oyuncusu      |
| 2017   | İstanbul Moda Rehberi Ödülleri                        | Yılın En Tarz Kadın Oyuncusu              |
| 2017   | İstanbul Kültür Üniversitesi Kariyer Onursal Ödülleri | Yılın En Tarz Oyuncusu                    |